# Die Kniende

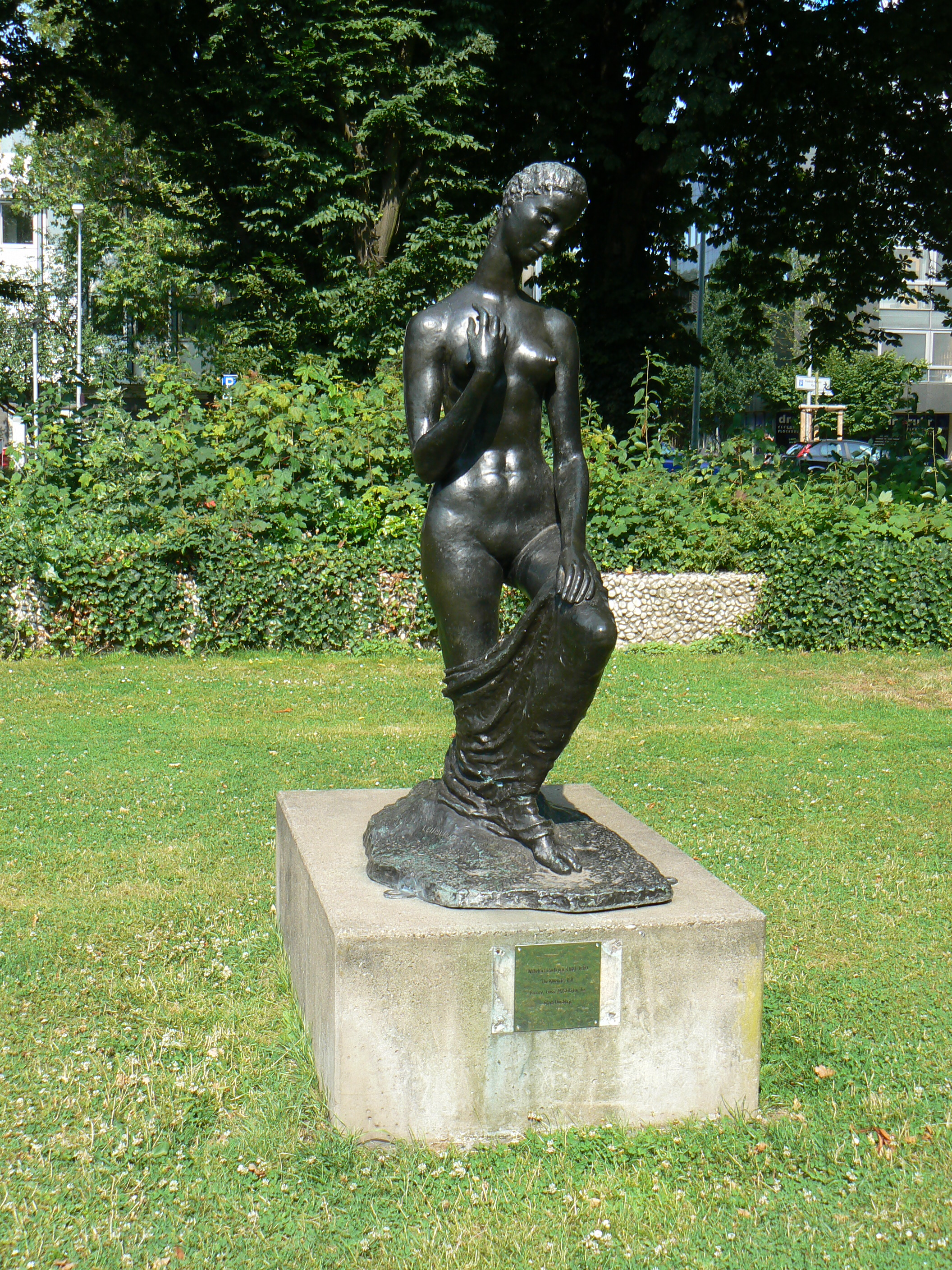
Die Kniende im Kantpark nahe des Lehmbruckmuseums in Duisburg, 2008

Die Kniende (auch lediglich Kniende, Große Kniende) ist der Name einer Skulptur des Künstlers Wilhelm Lehmbruck. Von der 1911 geschaffenen Figur wurden mehrere Stein- und Bronzegussversionen angefertigt. Das öffentlich aufgestellte Duisburger Exemplar wurde in den 1920er Jahren Ziel einer Debatte über Kunst und Ästhetik. Das Werk wurde schließlich von den Nationalsozialisten als „entartet“ gebrandmarkt. Heute gilt die Kniende als bedeutende Vertreterin der expressionistischen Plastik.

## Geschichte

### Erste Ausstellungen
Die Skulptur der Knienden wurde im Jahr 1911 im in der Avenue du Maine gelegenen, Pariser Atelier des Künstlers Wilhelm Lehmbruck geschaffen. Zunächst arbeitete der Künstler die Figur in Gips aus, eine Fotografie dieser Vorarbeit hat sich erhalten. Die Ehefrau Anita Lehmbruck berichtete im Rückblick davon, dass die Arbeit an der Skulptur ungewöhnlich lange Zeit in Anspruch nahm. Erstmals öffentlich präsentierte Lehmbruck die Skulptur auf dem zwischen dem 1. Oktober und dem 8. November 1911 stattfindenden 9. Salon d’Automne, wobei wohl der Gipsguss unter dem Titel „Jeune Femme“ gezeigt wurde. Experten wie der Kunsthistoriker Julius Meier-Graefe betonten bereits nach der ersten Präsentation die künstlerische Bedeutung des Werks. Der französische Bildhauer Ossip Zadkine und der Lyriker Hans Bethge berichteten, dass die Figur ein zweites Mal im Frühjahr 1912 auf dem 28. Salon des Indépendants ausgestellt.
Erstmals in Deutschland wurde die „Kniende“ auf der 24. Ausstellung der Berliner Secession im Ausstellungshaus am Kurfürstendamm gezeigt. Im April 1912 war Lehmbruck mit einem Torso der Skulptur, der aus Gips über Zementguss hergestellt worden war, in einer Gemeinschaftsausstellung mit Egon Schiele im Folkwang Museum in Hagen vertreten. Der Torso könnte als Kompromiss für ein konservativeres Publikum entstanden sein, das die überschlanken Proportionen des Originals ablehnte. Mit der Präsentation der Figur auf der Internationalen Kunstausstellung des Sonderbundes westdeutscher Kunstfreunde und Künstler in Köln, die zwischen dem 25. Mai und dem 20. September 1912 in der Ausstellungshalle am Aachener Tor stattfand, erhielt das Werk seine endgültige Form: Lehmbruck hatte sich für einen Steinguss der Figur entschieden.

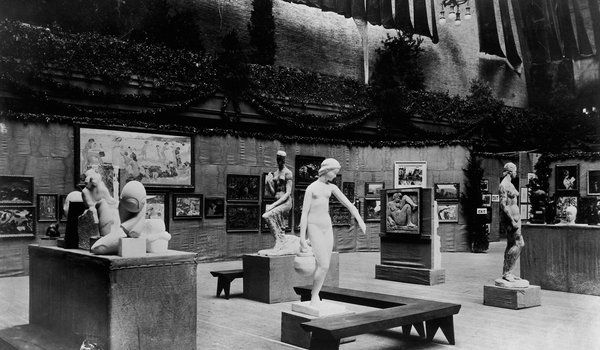
Die Skulptur der Knienden in der New Yorker Armory Show

Durch die Wahl des Kunststeins als Präsentationsform, den Lehmbruck selbst wohl vor allem aus Transportgründen gewählt hatte, konnte die Figur nun weltweit ausgestellt werden. Dabei war der Künstler selbst mit der gewählten Form nicht vollständig zufrieden und fragte während der Kölner Schau den Maler Emil Nolde um Rat. Dieser berichtete im Rückblick: „Lehmbruck mit seiner gotisierenden Knienden – vom Runden, Weichen zum Gedehnten, Eckigen übergehend – wollte meine Meinung wissen, ob dieser Weg der richtige sei?“ Allerdings gelang es dem Künstler als einzigen Deutschen an der Armory Show in den USA teilzunehmen. So war die Kniende im Februar und März 1913 in New York City, später in Chicago und Boston zu sehen. Parallel dazu war eine weitere Version der Skulptur in der Ausstellung des Deutschen Künstlerbundes in Mannheim zu sehen. 1917 erwarb der Mannheimer Kaufmann Sally Falk die hier gezeigte Version und stiftete sie der Kunsthalle Mannheim.
1914 wurde die Kniende im Rahmen der ersten Einzelausstellung Lehmbrucks in der Galerie Levesque auf dem Faubourg Saint-Honoré in verschiedenen Varianten, darunter einem Gips, einer in Bronze gegossenen Büste und einem Gemälde des zur Figur gehörenden Weiblichen Kopfs gezeigt. Anschließend folgten weitere Ausstellungsstationen, so 1916 die 2. Ausstellung der Neuen Secession in München, die Kunsthalle Mannheim und der Frankfurter Kunstalon Ludwig Schames. 1917, nach dem Umzug Lehmbrucks in die Schweiz, folgten Ausstellungen im Kunsthaus Zürich und in der Kunsthalle Basel.
1920 gelangten weitere Abgüsse in Umlauf, so ein Guss für das Dresdner Albertinum. In den 1920er Jahren war eine Version in der Berliner Nationalgalerie ausgestellt. Vielfach wurde die Figur in Kunstkreisen überschwänglich beschrieben. So betrachtete der Schriftsteller Theodor Däubler sie als „Vorwort zum Expressionismus in der Skulptur“. Bereits 1912 wurde eine Zeichnung der Figur in der Zeitschrift „Ulk“ mit dem Gesicht des Reichskanzlers Theobald von Bethmann Hollweg ausgestattet. Die erste Bronze der Knienden entstand posthum im Jahr 1925 und wurde von Lehmbrucks Witwe Anita in Auftrag gegeben. Sie wurde 1925 für eine Lehmbruck-Ausstellung im Städtischen Museum Duisburg angekauft.

### „Nieder mit der Knienden“
Besondere Bedeutung für die Rezeption der Figur hat die Aufstellung der Duisburger Knienden im Tonhallengarten. Seit 1926 war der Platz südlich des Duisburger Theaters am Rande des König-Heinrich-Platzes der Öffentlichkeit zugänglich gemacht worden. Hier sollte ein Werk des gebürtigen Meiderichers Wilhelm Lehmbruck angebracht werden. Bereits bei der Probeaufstellung im Mai 1927 wurde das Kunstwerk dabei von der Lokalpresse herabgewürdigt. So hob der zentrumsnahe „Rheinische Kurier“ die „krankhafte Unförmlichkeit der Skulptur“ hervor. Der demokratische Stadtrat genehmigte dennoch die Aufstellung bei lediglich einer Gegenstimme. Hierdurch wurde die Polemisierung weiter vorangetrieben.
Neben den nationalkonservativen Zeitungen „Echo vom Niederrhein“ und dem „Rheinischen Kurier“ begannen auch Duisburger Vereine gegen das Werk Stimmung zu machen. Der Groß-Duisburger-Hausfrauenbund verglich die Skulptur mit den Taten des Massenmörders Fritz Haarmann und die Studierendenschaft der Duisburger Musik- und Orchesterschule forderte, dass die Figur in ein Museum gehöre, sodass nur Kunstliebhaber es zu sehen bekommen könnten. Nachdem zunächst lediglich schriftliche Einlassungen kursierten, kam es bald zu den ersten Vorfällen: Schülerinnen des Duisburger katholischen Lyzeums hängten der Skulptur ein weißes Bettlaken um.
Obwohl in der Folge auch Unterstützer vor der Skulptur einen Kranz niederlegten, wurde die Legalität der Entscheidung des Stadtrates bald angezweifelt. Eine zweite Abstimmung brachte jedoch das gleiche Ergebnis. Weitere Unterstützung erhielt die Skulptur vom Kunstprofessor Lothar von Kunowski, der vor der „Verfinsterung einer Kunstsonne in Duisburg“ warnte. Die Kampagne der konservativen Presse gewann in der Folge an Schärfe. im „Rheinischen Kurier“ erschien ein fiktives Interview mit dem sogenannten Neandertal-Weib. Schließlich wurde zum Vandalismus aufgerufen: „[E]s möchten ein paar ,Handfeste‘ gegen gute Bezahlung ein paar Monate ,Brummen‘ riskieren und die ,Kniende‘ enthaupten und entbeinen.“

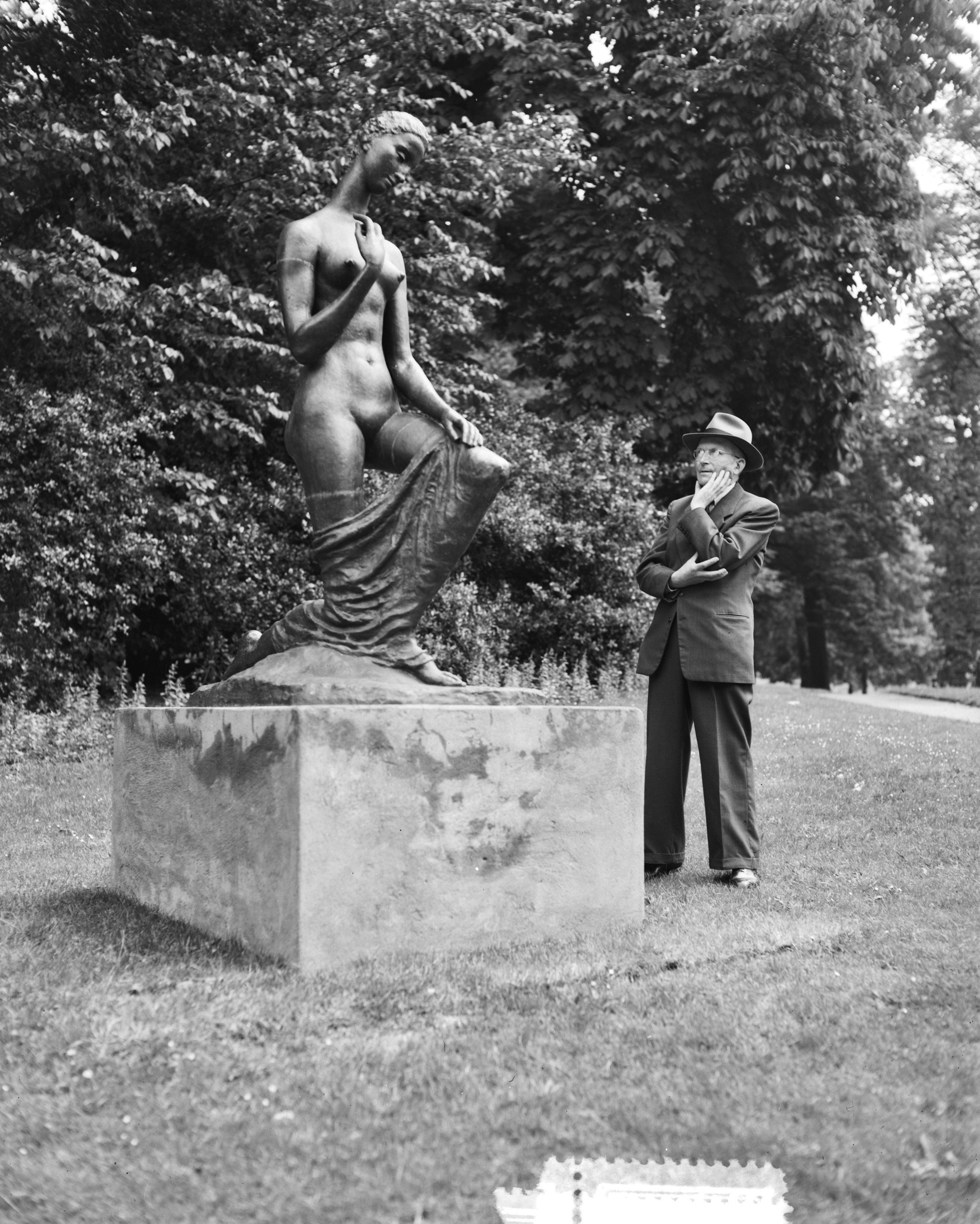
Die Skulptur fand 1952 Aufstellung im niederländischen Arnhem

In der Nacht vom 27. auf den 28. Juli 1927 wurde die Skulptur umgestürzt. Als Täter wurden vier junge Kaufleute ausgemacht, die alkoholisiert von einer Versammlung ihres Vereins in den Park des Tonhallengartens aufgebrochen waren. Dabei wurde die Bronze schwer beschädigt. Die Folge war ein medialer Aufschrei, der nun reichsweit ausgetragen wurde. Im „Berliner Tageblatt“ sprach Fritz Stahl von einem „Meuchelmord“, Ludwig Marcuse verlangte „mehr Ehrfurcht gegenüber der Kunst“, Erich Weinert publizierte ein kritisches Gedicht über die Tat. In der „Weltbühne“ kritisierte Erich Kästner die Tat. Der Bildhauer Georg Kolbe schrieb: „Blöde dumpfe Duisburger Alltagsmenschen revoltieren – wogegen? Natürlich gegen die keuscheste Schönheit [...]“. Oberbürgermeister Karl Jarres veranlasste die Wiederaufstellung der Skulptur. Die Täter wurden zu einer einmonatigen Gefängnisstrafe auf Bewährung verurteilt. Die Polemiken vonseiten der Presse endeten damit allerdings nicht.
Nach der Machtübernahme der Nationalsozialisten wurde die Figur als „entartet“ von ihrem Standplatz entfernt. 1936 wurde die Skulptur des „Wasserspendenden Knabens“ des Bildhauers August Kraus am Standort der Skulptur aufgestellt. Man plante, die Bronze der Knienden für den Preis von 2.000 Reichsmark nach Amerika zu verkaufen, was aber durch den Beginn des Zweiten Weltkriegs unterbunden wurde. Die anderen Exemplare der Skulptur wurden ebenfalls entfernt. 1937 war die Münchner Kniende Objekt in der Ausstellung „Entartete Kunst“, anschließend zerstörte man sie. Die Kunsthalle Mannheim verkaufte ihr Exemplar 1939 an das New Yorker Museum of Modern Art. Das Berliner Exemplar im Kronprinzenpalais zerstörte ein Bombentreffer im Jahr 1945.

### Nach dem Zweiten Weltkrieg

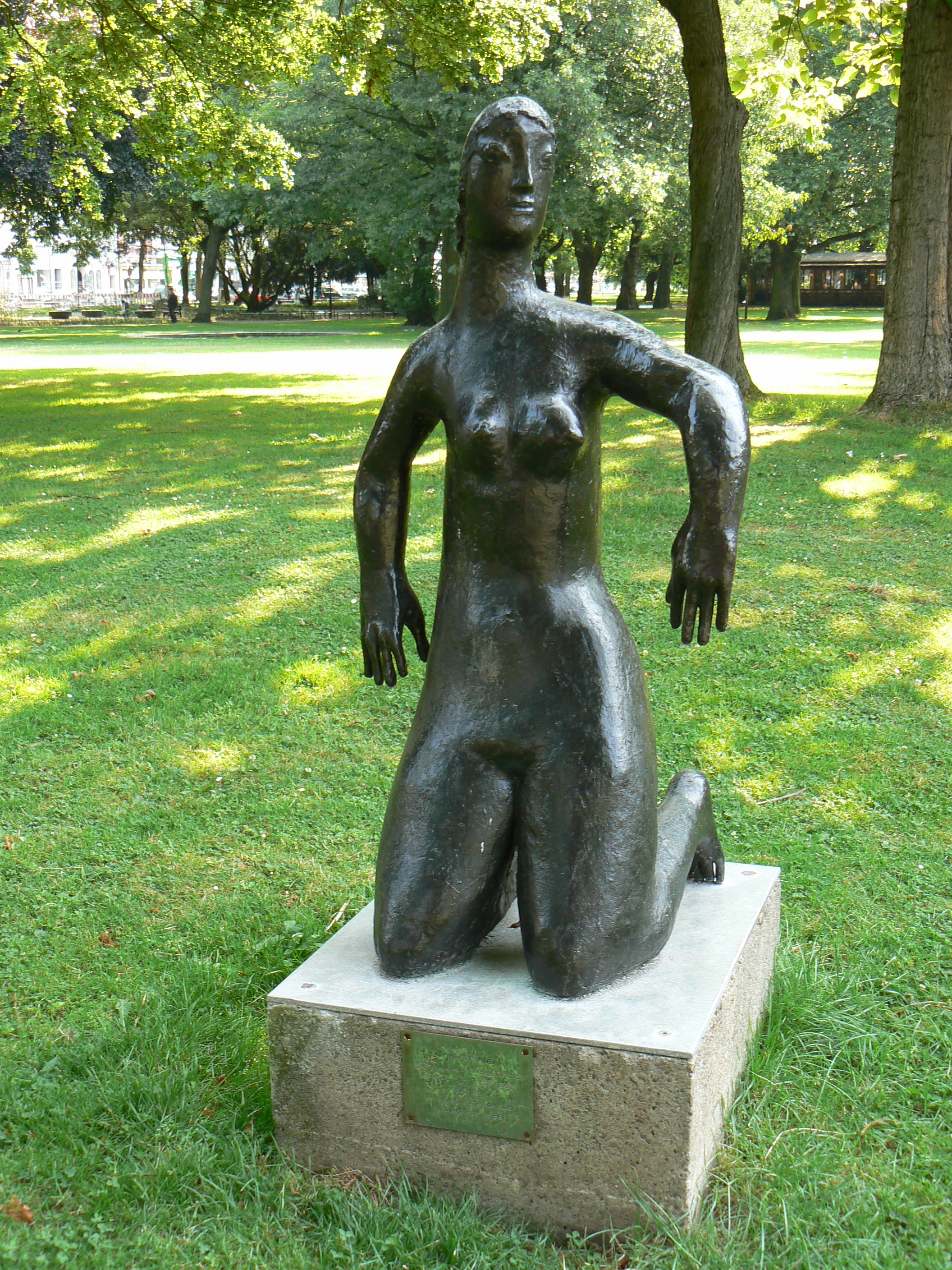
Skulptur „Kniende Figur – Eos“ von Toni Stadler im Duisburger Kantpark

In den 1950er und 1960er Jahren tauchte die Skulptur wieder in Ausstellungen auf. So zeigte man sie auf der documenta 1 und der documenta III in Kassel. Nach dem Zweiten Weltkrieg diskutierte man in Duisburg um die Neuaufstellung der Skulptur am alten Standort. Sie wurde schließlich 1964 vor dem Lehmbruck-Museum im Duisburger Kantpark aufgestellt. Daneben wurde bei der Eröffnung des Lehmbruck-Museums eine im Jahr 1947 gegossene Gipsversion in den Innenraum des Hauses aufgenommen. Die Skulptur war noch im Jahr 1981 im Kantpark zu finden.
Heute befindet sich die Bronzeskulptur im Depot des Museums. Der Grund für den Abbau wurde mit der Sorge vor Metalldiebstahl angegeben. An der Stelle stellte man stattdessen eine ebenfalls kniende Figur des Künstlers Toni Stadler junior sowie eine Metallplatte des Künstlers Peter Könitz, die den Titel „Auf dem Boden knien“ trägt, auf.
Die beiden erhaltenen Bronzegüsse befanden sich in den 1930er Jahren zunächst in New York. Nach einer Auktion im Jahr 1994 erwarb das Albertinum Dresden eine der beiden Figuren. Die Andere befindet sich heute im Museum of Modern Art in New York City. Die Überreste des Berliner Exemplars waren bis 2015 in einer Ausstellung im Museum der Gegenwart zu sehen. 1966 wurde eine weitere Bronze der New Yorker Knienden in Bronze gegossen und in Gedenken an die Spende der Bundesrepublik Deutschland zum Bau des Hauses im Foyer der Metropolitan Opera in New York aufgestellt.

## Beschreibung

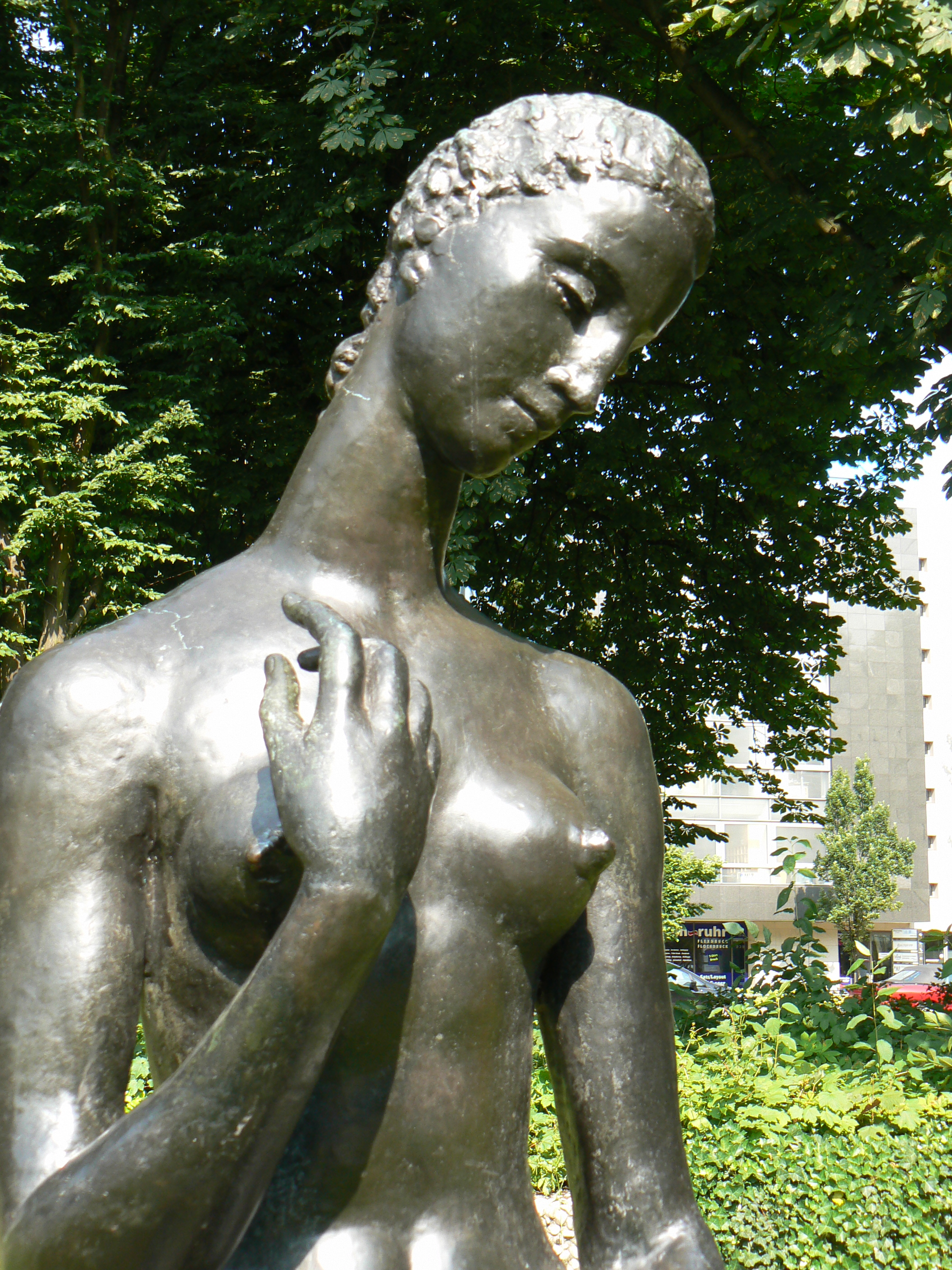
Detail der Skulptur im Park des Lehmbruckmuseums

Die Skulptur mit ihren überlangen Gliedmaßen, gilt als eine der ersten Plastiken des Expressionismus in Deutschland. Sie besitzt eine Höhe von 1,78 Meter (Gips, Steinguss) bzw. 1,76 (Bronzeguss) und ist damit etwa lebensgroß. Der gestreckte Oberkörper sowie der gesenkte Kopf gelten als besondere Merkmale der Knienden. Wilhelm Lehmbruck betonte in den von ihm autorisierten Fotografien des Werks, dass die Kniende ebenerdig aufgestellt werden soll. Hierzu dient die mit der Skulptur fest verankerte Plinthe. Die Figur wurde in einzelnen Segmenten als Hohlguss gegossen, die einzelnen Teile wurden anschließend mit Vergussmasse zusammengebaut.
Die erste Analyse der Figur lieferte der Kunsthistoriker Julius Meier-Graefe, der die Kniende mit gotischen Madonnen verglich und von ihr als „Engel der Verkündigung“ sprach. In einer weiteren Einlassung, die im Jahr 1932 in der Frankfurter Zeitung erschien, differenzierte er seine Meinung weiter aus und hob die „architektonische“ Struktur der Figur hervor.
Der Künstler Bernhard Hoetger erklärte im Jahr 1919 die Profilansicht von links zur Hauptansicht und untermauerte seine Theorie mit einer selbst angefertigten Zeichnung. Im gleichen Jahr erschien eine Lehmbruck-Monografie, in der der Kunstkritiker Paul Westheim der Figur das Streben in die räumliche Fläche abschrieb und die Profilansicht von der rechten Seite als Hauptblickpunkt ausmachte. Dieser Analyse schloss sich 1920 der Kunsthistoriker Kurt Badt an.
Der Mülheimer Bildhauer Hermann Lickfeld ergriff während der 1927 ausgetragenen Auseinandersetzungen in Duisburg Partei für den Erhalt der Skulptur und begründete dies mit ihrer künstlerischen Wirkung auf den Vorbeigehenden: „Man betrachte doch einmal eine Stunde lang die rechte Hand etwa nur dieser Figur, und man wird die Religion Lehmbrucks verstehen“.
Die Kuratorin Marion Bornscheuer beschrieb das Umkreisen der Figur als erste Rezeptionsebene, die geistige Auseinandersetzung mit ihr danach als zweite Rezeptionsebene. Dies entspricht dem bereits bei Aristoteles etablierten Unterschied von vita activa und vita contemplativa. Sie kann als Ausgangspunkt einer Entwicklung im Œuvre Lehmbrucks gesehen werden, bei der sich die Skulpturen immer schmaler vor dem Betrachter aufrichten. Sie macht hinter dem Motiv eine Darstellung das „Ideal der Frau schlechthin“ aus.